# Bounce (album Bon Jovi)
Bounce è l'ottavo album in studio dei Bon Jovi, pubblicato nel 2002 dalla Island Records. Come il precedente Crush, anche questo disco fu registrato presso i Sanctuary II Studio (New Jersey), e sempre con Luke Ebbin nel ruolo di produttore. La realizzazione di Bounce fu fortemente influenzata dagli attentati dell'11 settembre 2001 e, infatti, il titolo dell'album fa riferimento a New York e alla sua capacità di riprendersi dopo gli attacchi terroristici. Un altro significato del titolo del disco, però, potrebbe essere relativo alla bravura dei Bon Jovi di aver saputo appunto "rimbalzare" (traduzione in italiano di "Bounce") nel corso degli anni.

## Genesi e contesto
Nella maggior parte dei testi presenti in Bounce risulta forte il riferimento agli attentati dell'11 settembre 2001, in particolare nella prima traccia Undivided, che è diventata una delle preferite del disco dai fan del gruppo. Particolare è la storia dietro la composizione della canzone Open All Night, che fu scritta da Jon Bon Jovi e Richie Sambora in risposta al finale della serie televisiva Ally McBeal. Nella quinta stagione della serie (che poi sarà anche l'ultima), infatti, lo stesso Jon aveva interterpretato per dieci puntate il ruolo dell'idraulico Victor Morrison, ma alla lunga non gli andò bene la gestione del suo personaggio. I dissapori iniziarono quando i produttori della serie gli chiesero se sarebbe potuto rimanere per alcuni episodi in più, in modo che Victor si fosse sposato la protagonista Ally, interpretata da Calista Flockhart. Jon rifiutò per il fatto che sua moglie era incinta del suo terzo figlio, Jake, e così alla fine si decise di far scomparire repentinamente Morrison dalla sit-com. Il testo di Open All Night descrive proprio come lo stesso Bon Jovi avrebbe voluto che si concludesse la storia del suo personaggio. Questa non era la prima volta che il gruppo scriveva una canzone con tale titolo, un brano omonimo appare, infatti, anche nel primo disco del box-set 100,000,000 Bon Jovi Fans Can't Be Wrong.

## Riscontro di critica e pubblico
| Recensione   | Giudizio |
| ------------ | -------- |
| AllMusic     |          |
| The Guardian |          |

Bounce non riuscì a bissare il successo ottenuto dal precedente album in studio del gruppo, Crush, seppur arrivando a vendere 6 milioni di copie nel mondo e ottenendo buoni piazzamenti in diverse classifiche. Da segnalare come abbia raggiunto la top 3 della Billboard 200 negli Stati Uniti, alla posizione numero 2, diventando il primo disco del gruppo a riuscirci dai tempi di New Jersey che aveva raggiunto la vetta della classifica nel 1988. Proprio negli USA, Bounce vendette oltre 160 000 copie nella prima settimana di messa in vendita, e ciò lo portò a essere l'album dei Bon Jovi dal miglior debutto di sempre, almeno fino a quel momento (sarà poi superato dal successivo Have a Nice Day nel 2005). Inoltre, il disco si piazzò alla posizione #1 della Eurochart Hot 100 Singles, anche se non raggiunse mai il primo posto in alcuna classifica europea. Tuttavia, nonostante questi buoni risultati, Bounce divenne l'album in studio di minor successo del gruppo dai tempi di 7800° Fahrenheit del 1985.
D'altro canto, la critica si dimostrò molto fredda nei confronti del disco, accusando particolarmente la musica dei Bon Jovi di essere troppo stereotipata.

## Tracce
1. Undivided – 3:53 (Jon Bon Jovi, Richie Sambora, Billy Falcon)
2. Everyday – 3:00 (Bon Jovi, Sambora, Andreas Carlsson)
3. The Distance – 4:48 (Bon Jovi, Sambora, Desmond Child)
4. Joey – 4:54 (Bon Jovi, Sambora)
5. Misunderstood – 3:30 (Bon Jovi, Sambora, Carlsson, Child)
6. All About Lovin' You – 3:46 (Bon Jovi, Sambora, Carlsson, Child)
7. Hook Me Up – 3:54 (Bon Jovi, Sambora, Carlsson, Child)
8. Right Side of Wrong – 5:50 (Bon Jovi)
9. Love Me Back to Life – 4:09 (Bon Jovi, Sambora)
10. You Had Me from Hello – 3:49 (Bon Jovi, Sambora, Carlsson)
11. Bounce – 3:11 (Bon Jovi, Sambora, Falcon)
12. Open All Night – 4:23 (Bon Jovi, Sambora)

Tracce bonus incluse unicamente nell'edizione Giapponese
1. No Regrets – 4:02 (Bon Jovi)
2. Postcards from the Wasteland – 4:37 (Bon Jovi)

## Formazione

### Bon Jovi
- Jon Bon Jovi - voce, chitarra, acustica, produzione, songwriting
- Richie Sambora - chitarra solista, talkbox, cori, produzione, songwriting
- David Bryan - tastiere, cori
- Tico Torres - batteria, percussioni

### Altro personale
- Luke Ebbin - produzione
- Hugh McDonald - basso
- Desmond Child - songwriting
- Billy Falcon - songwriting
- Andreas Carlsson - songwriting
- Obie O'Brien - ingegnere del suono
- Mike Rew - assistente ingegnere del suono
- Marc Jamison - programmatore (in You Had Me from Hello)
- Bob "Clear-Fuckin'" Mountain - missaggio
- Kevin Harp - assistente missaggio
- George Marino - ingegnere della masterizzazione (tracce: 1, 2, 3, 5, 7, 10, 11)
- Stephen Marcussen - ingegnere della masterizzazione (tracce: 4, 6, 8, 9, 12)

## Classifiche
| Classifica (2002)      | Posizione massima |
| ---------------------- | ----------------- |
| Argentina              | 4                 |
| Australia              | 5                 |
| Austria                | 3                 |
| Belgio (Fiandre)       | 4                 |
| Belgio (Vallonia)      | 9                 |
| Canada                 | 3                 |
| Danimarca              | 19                |
| Europa                 | 1                 |
| Finlandia              | 2                 |
| Francia                | 8                 |
| Germania               | 2                 |
| Giappone               | 3                 |
| Irlanda                | 5                 |
| Italia                 | 6                 |
| Norvegia               | 9                 |
| Nuova Zelanda          | 19                |
| Paesi Bassi            | 2                 |
| Polonia                | 19                |
| Regno Unito            | 2                 |
| Spagna                 | 2                 |
| Stati Uniti            | 2                 |
| Stati Uniti (internet) | 2                 |
| Svezia                 | 4                 |
| Svizzera               | 2                 |
| Ungheria               | 10                |

## Tour promozionale
Per promuovere l'album, il gruppo intraprese il Bounce Tour, partito l'8 dicembre 2002 dall'Etihad Stadium di Melbourne, e conclusosi l'8 agosto 2003 al Giants Stadium di East Rutherford. Per quanto riguarda l'Italia, il tour fece tappa nelle seguenti date:
- 14/06/2003 - Imola - Heineken Jammin' Festival